# Спланхнология
Спланхнологията е дял от анатомията, който изучава строежа на вътрешните органи.
Организмът на човека и животните се състои от тяло (на латински: corpus; на гръцки: soma) и вътрешности (на латински: viscera; на гръцки: splanchnon). Тялото се състои от кожата, мускулите и опорно-двигателния апарат (кости, сухожилия и хрущяли).
Вътрешните органи се обединяват в няколко системи: храносмилателна, дихателна, отделителна, полова и ендокринна.
Според своя хистологичен строеж, вътрешните органи могат да бъдат тръбести (кухи) и паренхимни.